# K2-72
K2-72 (EPIC 206209135) je červený trpaslík, hvězda spektrálního typu M2,7 V nacházející se přibližně 217 světelných let (66 parseků) od Země v souhvězdí Vodnáře. Je známá svým planetárním systémem, který zahrnuje čtyři planety velikostí podobné Zemi, přičemž jedna z nich obíhá v obyvatelné zóně hvězdy.

## Charakteristika hvězdy
K2-72 je chladný červený trpaslík, jehož hmotnost je přibližně 27 % hmotnosti Slunce a poloměr asi 33 % poloměru Slunce. Povrchová teplota hvězdy se pohybuje okolo 3360 K, což odpovídá její spektrální třídě M2,7 V. Jasnost hvězdy je pouze 0,013–0,015 násobku sluneční svítivosti, což znamená, že je příliš slabá na to, aby byla viditelná pouhým okem. Absolutní hvězdná velikost je odhadována na 11,72. Stáří hvězdy není přesně známo, ale vzhledem k dlouhé životnosti červených trpaslíků je odhadováno na 5–10 miliard let.

## Planetární systém
K2-72 má čtyři potvrzené planety, které byly objeveny pomocí kosmického teleskopu Kepler v rámci mise K2. Tyto planety byly detekovány metodou tranzitu, kdy přechod planety před hvězdou způsobí dočasný pokles její jasnosti. Planety jsou označeny jako K2-72b, K2-72c, K2-72d a K2-72e, přičemž K2-72e se nachází v obyvatelné zóně hvězdy.
| Planeta | Velká poloosa (AU) | Doba oběhu (dny) | Poloměr (R⊕) | Obyvatelná zóna |
| ------- | ------------------ | ---------------- | ------------ | --------------- |
| K2-72b  | 0,040              | 5,58             | 1,08 ± 0,11  | Ne              |
| K2-72c  | 0,050              | 7,76             | 1,16 ± 0,13  | Na hranici      |
| K2-72d  | 0,078              | 15,19            | 1,01 ± 0,12  | Ne              |
| K2-72e  | 0,106              | 24,16            | 1,29 ± 0,14  | Ano             |

Planety K2-72 jsou pravděpodobně kamenné a jejich velikosti se pohybují mezi 1,01 a 1,29 násobkem poloměru Země. Zatímco K2-72e je jasně v obyvatelné zóně hvězdy, K2-72c se nachází na její vnitřní hranici. Atmosféry těchto planet by mohly být zkoumány pomocí moderních teleskopů, jako je Vesmírný dalekohled Jamese Webba (JWST). Obzvláště planety K2-72c a K2-72e jsou považovány za potenciální kandidáty na detekci biosignatur, pokud by měly vhodné podmínky.

## Historie objevu
Planety byly objeveny během mise K2, která se zaměřovala na hledání exoplanet metodou tranzitu. Jméno K2-72 odkazuje na katalogové označení hvězdy, přičemž jednotlivé planety jsou označovány písmeny b, c, d a e podle pořadí objevu. Objev planetárního systému K2-72 je považován za významný díky detekci několika potenciálně obyvatelných planet v systému červeného trpaslíka, což naznačuje, že podobné systémy by mohly být v galaxii běžné.

## Význam červených trpaslíků
Červení trpaslíci, jako je K2-72, mají obyvatelné zóny blíže ke hvězdě, což znamená, že planety v těchto zónách mohou být vystaveny intenzivnímu hvězdnému záření a silným hvězdným větrům. Tyto faktory mohou ovlivnit přítomnost a stabilitu atmosfér na planetách. Na druhou stranu stabilita červených trpaslíků jako dlouhověkých hvězd zvyšuje šance na vývoj života na jejich planetách.